# Carl August Ehrensvärd (1745-1800)
 For alternative betydninger, se Carl August Ehrensvärd. (Se også artikler, som begynder med Carl August Ehrensvärd)
Carl August Ehrensvärd (født 5. maj 1745, død 21. maj 1800 på en rejse til Stockholm) var en svensk kunstforfatter, tegner og admiral. 
Ehrensvärd blev opdraget af sin far, Augustin Ehrensvärd, til søofficersstanden og avancerede hurtigt, især efter han havde medvirket ved Gustaf III's revolution i Finland. Forinden havde han på en rejse i Holland og Frankrig (1766-67) fået kendskab til disse landes kunst.
Ehrensvärds eget kunststandpunkt dannedes i 1780-82 ved en rejse til Syden, hvor han gennem en del brevveksling med maleren Louis Masreliez udviklede den Kunstopfattelse, der senere blev bestemmende for hans liv. Denne opfattelse var vidt forskellig fra den fremherskende smag, men Ehrensvärd følte sig draget til antikken og så mønstret og normen for al senere kunst i denne periode. Antikken var et ideal, som han indså, at de nordiske lande aldrig ville nå. Ligeledes beundrede han i høj grad Rafael såvel som flere af højrenaissancens forgængere, eksempelvis Luca Signorelli. Modsat så han ned på den da yndede Bologneserskole med Guido Reni i spidsen.
Disse kunstneriske anskuelser nedskrev han efter hjemkomsten i to tekster og blev kun trykt i et mindre antal eksemplarer:
»Resa i Italien 1780-82« fra 1786 samt »De fria konsters filosofi«, der udkom samme år. Den første er korte refleksioner over, hvad forfatteren ser i natur, liv og kunst. Ehrensvärds betragtninger er helt igennem originale og selvstændige. Han er dog i høj
grad ensidig i sine betragtninger, og dette gælder da ikke mindst hans rent kunstteoretiske Skrift »De fria konsters filosofi«, hvor han ud fra sit strengt antikbeundrende synspunkt søgte at skabe en
slags æstetisk system, der ikke står uden modsigelser, men som i mange punkter samstemmer hen imod, hvad senere tiders æstetikere - eksempelvis Taine - har gjort gældende. »De fria konsters filosofi« er en livlig og original personligheds forsøg på - på baggrund af Montesquieus populærfilosofi og den vågnende antikentusiasmes anskuelser - at opbygge et æstetisk system, men dets værd ligger mindre i systemets helstøbthed end i de fine og skarpsindige bemærkningee - det er en tænker, der ser med en kunstners øje. I sin fremstillingsmåde er Ehrensvärd i høj grad original, men hans koncentrerede stil falder ikke naturlig og er hovedsageligt dannet ved stilistiske kunstgreb.
Efter sin hjemkomst avancerede Ehrensvärd som officer og blev i 1784 flådens øverste embedsmand med titlen »Öfveramiral«. Dog kom han aldrig til at stå Gustaf III nær og var nærmest modstander af kongens politik. I krigen fra 1788 til 1790 deltog han i en periode som chef for flåden, og hans brevudveksling med kongen viste, at han og kongen havde svært ved at nå enighed. Ehrensvärd førte befalingen under det første slag ved Svensksund i 1789, hvor hans forsvarsplan har været taktisk korrekt, men kongens forbud mod at foretage foranstaltninger til at afspærre fjenden anses for væsentligt at have bidraget til nederlaget. Herefter tog Ehrensvärd sin afsked, men kaldtes efter kongens død til generaladmiral og blev flådens øverste chef i 1792 til 1794.
De sidste leveår tilbragte Ehrensvärd med landbrug, hvor ham eksperimenterede ny »rationelle«, men økonomisk uheldige planer. De sidste år levede Ehrensvärd med økonomiske bekymringer. Herudover beskæftigede han sig med filosofi og med karikaturtegning. På sidstnævnte område virkede Ehrensvärd sammen med sin ven, billedhuggeren Sergel. Af Ehrensvärd findes endnu et stort antal karikaturtegninger, og en række af Ehrensvärds tegninger af kongeparret og andre anses som meget respektløse.